# Anthopleura kohli
Anthopleura kohli is een zeeanemonensoort uit de familie Actiniidae.
Anthopleura kohli is voor het eerst wetenschappelijk beschreven door Carlgren in 1930.